# Pazardžická oblast
Pazardžická oblast (bulharsky Област Пазарджик) je jedna z oblastí Bulharska, ležící na jihozápadě země. Jejím správním střediskem je Pazardžik.

## Charakter oblasti
Oblast je hornatá a nachází se zde pohoří Západní Rodopy. Správní středisko Pazardžik se však i přes to rozkládá na poměrně rovinatém povrchu. Nachází se zde jezero Batak. Nejdůležitější řekou je Marica, dále pak řeka Văča a mnoho dalších řek.

## Obštiny
Oblast se administrativně dělí na 12 obštin.

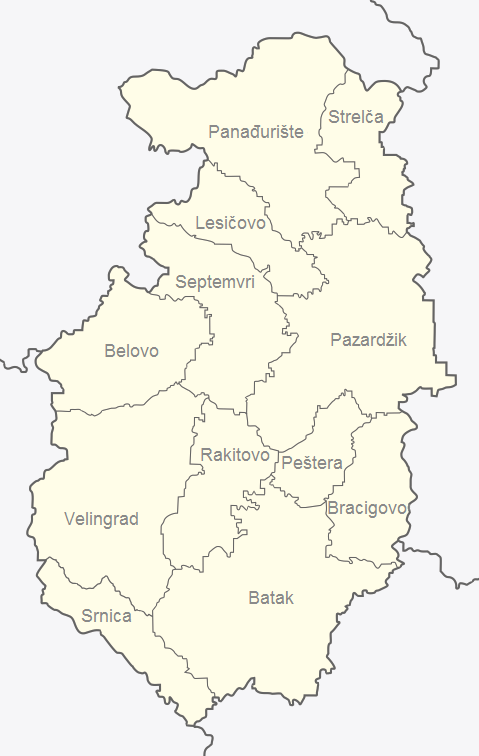
Pazardžická oblast

| Obština - Batak - Belovo - Bracigovo - Lesičovo - Panagjurište - Pazardžik - Peštera - Rakitovo - Sărnica - Septemvri - Strelča - Velingrad | Sídlo - Batak - Belovo - Bracigovo - Lesičovo - Panagjurište - Pazardžik - Peštera - Rakitovo - Sărnica - Septemvri - Strelča - Velingrad |

## Města
Správním střediskem oblasti je Pazardžik, kromě sídelních měst jednotlivých obštin, přičemž Lesičovo městem není, se zde nacházejí města Kostandovo a Vetren.

## Obyvatelstvo
K 15. září 2024 v oblasti žilo 274 801 obyvatel a bylo zde trvale hlášeno 289 767 obyvatel. Podle sčítání 7. září 2021 bylo národnostní složení následující:
- Bulhaři: 184 677 (87.5 %)
- Romové: 14 320 (6.8 %)
- Turci: 6 782 (3.2 %)
- ostatní[p 2]: 5 280 (2.5 %)